# Anglia és Wales Zöld Pártja
Anglia és Wales Zöld Pártja (angolul: Green Party of England and Wales; walesiül: Plaid Werdd Cymru a Lloegr, gyakran egyszerűen a Zöld Párt vagy a Zöldek) egy baloldali, környezetvédő párt Angliában és Walesben, jelenlegi vezetője Carla Denyer és Adrian Ramsay. A pártnak jelenleg egy képviselője van az alsóházban és kettő a Lordok Házában. Ezenkívül több száz önkormányzati mandátummal rendelkezik az Egyesült Királyság helyi tanácsaiban, és hárommal a Londoni Közgyűlésben.
A párt ideológiája ötvözi a környezetvédelmet a baloldali gazdaságpolitikával, beleértve a jól finanszírozott és helyben ellenőrzött közszolgáltatásokat. Támogatja a stabil államot, szabályozott kapitalizmussal, és támogatja az arányos képviseletet. Továbbá progresszív megközelítést alkalmaz a szociálpolitikákhoz, például a szabadságjogokhoz, az állatjogokhoz, az LMBT-jogokhoz és a kábítószer-politikai reformokhoz. A párt erősen hisz az erőszakmentességben, az egyetemes alapjövedelemben, a megélhetési fizetésben is. Különféle regionális részlegeket foglalnak magukban, köztük a félig autonóm Wales Zöld Pártot. Nemzetközi szinten a párt a Globális Zöldekhez és az Európai Zöld Párthoz tartozik.
A párt 1990-ben jött létre a Skót Zöldek és a Zöld Párt Észak-Írország mellett a korábban létező Zöld Párt felosztásával. 2010 -ben a párt megszerezte első parlamenti mandátumát (Caroline Lucas, Brighton Pavilon választókerület új képviselőjével).